# Durchs Ziel
Durchs Ziel è un film muto del 1914 diretto da Curt A. Stark.

## Produzione
Il film fu prodotto dalla Messters Projektion GmbH.